# MILF

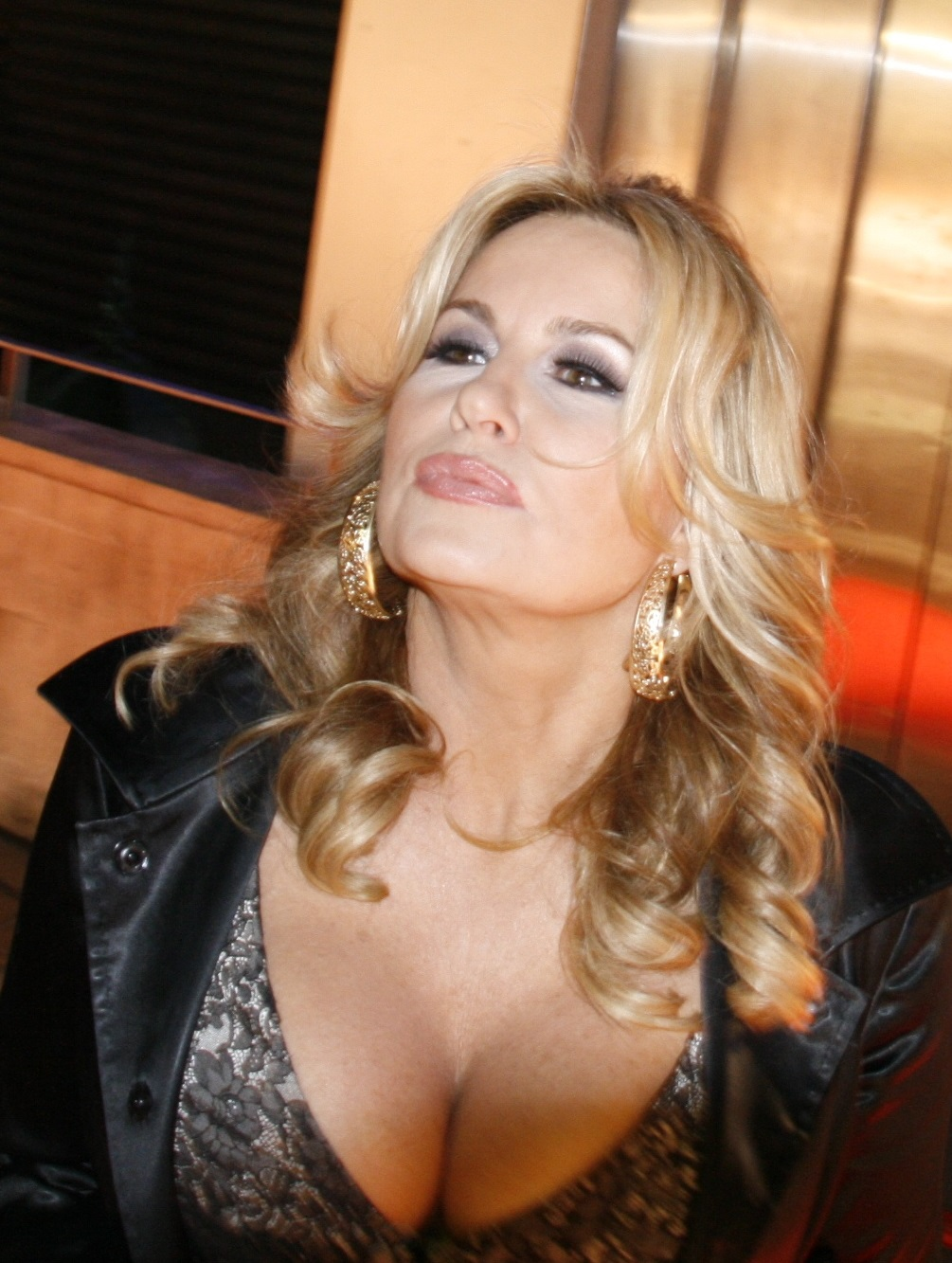
Jennifer Coolidge fue considerada una actriz MILF en los 2000s y 2010s.

El acrónimo MILF, del inglés Mother/Mom/Mama I'd Like to Fuck, hace referencia a una mujer atractiva y considerada deseable sexualmente que, por su edad, podría ser la madre de la persona que emplea el término.
El término MILF y sus variaciones, se ven ampliamente en contextos pornográficos. Su significado en español, podría traducirse a «Madre que me gustaría follar/coger», y hace referencia una mujer atractiva mayor de 40 años. Aunque en un principio el término se utilizó como connotación sexual, en tiempos modernos también es considerado como halago.

## Origen
El término nació en la década de 1990. Uno de los primeros registros en donde se empleó este término se remonta a 1995, año en el que se encuentra registrada una publicación dentro del portal "Google Groups" sobre la revista Playboy en donde el usuario "ChiPhiMike" comenta que algunas personas en Nueva Jersey usan la palabra "MILF" para referirse a «Madre que me follaría»(MQMF).

## Historia
El término se popularizó a finales de los años 1990 con el filme American Pie (1999), donde el personaje de John Cho (simplemente acreditado como 'MILF Guy No. 2') usó el término para referirse al personaje de Jennifer Coolidge, Jeanine Stifler.

## Género pornográfico
En las páginas porno se puede encontrar el término MILF como una opción a elegir de entre todas las categorías disponibles. Los usuarios buscan encontrar mujeres que no sean demasiado jóvenes, ya que el hecho de tener una apariencia más madura lo encuentran excitante. La mujer puede estar a solas masturbándose o usualmente con un hombre o mujer de edad más joven. En muchos casos la mujer emula ser la madre o la madrastra de la persona con quien mantiene relaciones sexuales o la madre de un amigo. En otros escenarios, aparece una pareja adolescente a la que posteriormente se une la madre de uno de ellos para enseñarles a tener relaciones sexuales. El género MILF en la pornografía tiene su principal atractivo en que se relaciona de manera directa con la transgresión del incesto o con el morbo de tener relaciones con la madre de un amigo o conocido.[cita requerida]
En la popular página pornográfica PornHub, según su propia estadística, el término MILF fue la segunda categoría más buscada globalmente del 2023.

## Términos similares
El término "Yummy mummy" es similar al de MILF, aunque en este caso sí suele incluir a madres jóvenes. El Oxford English Dictionary define el término como «una joven madre atractiva y con estilo».
Otros términos similares pero todavía no tan extendidos en la cultura popular general son las formas "DILF" (para "Daddy I'd Like to Fuck") o "FILF" (para "Father I'd Like to Fuck"), ambas traducidas como «padre que me follaría/cogería».